# 菅寿雄
菅 寿雄（かん ひさお、1912年12月10日 - 1991年3月18日）は、日本の実業家、化学技師。雅号は木桃。セントラル硝子常務取締役・監査役。
第94代内閣総理大臣菅直人の父。政治運動家菅源太郎の祖父。三井信託銀行専務を務めた平地弘和は長女の夫。広島大学医学部教授を務めた医学者の津下健哉は義弟。

## 経歴
岡山県久米郡福渡町下神目（現岡山市北区建部町下神目）出身。江戸時代、菅家は村の庄屋を務めた家柄であった。父の菅實は開業医であり、久米郡医師会長、郡会議員等を歴任した。
1936年、東京工業大学（東京科学大学の前身）応用化学科卒業。1937年1月、宇部曹達工業（セントラル硝子の前身）に入社。取締役技術部長を経て1965年、セントラル硝子常務取締役に就任、1977年、同社監査役。1991年3月18日、急性肺炎のため死去。

## 人物
趣味は俳句、謡。宗教は日蓮宗。
長男直人と姪伸子の結婚についてジャーナリストの奥野修司によれば「伸子さんから聞いたのですが、伸子さんの母親が上京し、兄妹でもある双方の親が顔を突き合わせて話しあったそうです。ですが、そのうちに、日本は核武装すべきかどうかの大論争が始まり、結婚話はそっちのけ。何度か開かれた家族会議もそんな調子で、最後はみな疲れて寝てしまっていた、と言っていましたね」という。

## 家族・親族・家系
- 父：菅實（政治家・医師）。
- 母：妙子（岡山[5]、杉治七郎七女[5][6]）
- 妻：純子（広島[5]、三谷良三長女[5]、福山高等女学校卒業[5]）
- 義弟：津下健哉（医学者）
- 長男：菅直人（元・内閣総理大臣、立憲民主党最高顧問）
- 姪・長男の妻：菅伸子（元・内閣総理大臣夫人）
- 孫：菅源太郎（政治活動家）